# Звичайні побічки
Звичайні побічки (англ. Common Side Effects) — американський мультсеріал для дорослих, створений Джозефом Беннетом і Стівом Гелі для Cartoon Network. Прем'єра серіалу відбулася 2 лютого 2025 року й отримала схвальні відгуки критиків. Оголошено про продовження серіалу на другий сезон.
Сюжет обертається навколо ексцентричного міколога Маршалла, який відкрив цілющий гриб «блакитний янгол», здатний лікувати всі хвороби. Тепер за ним полюють фармацевтичні компанії та урядові спецслужби, намагаючись сховати будь-яку інформацію про цілющий гриб. Маршаллу допомагає його шкільна подруга Френсіс, приховуючи від нього, що сама працює на фармацевтичну компанію.

## Персонажі

### Головні
- Маршалл Кузо — головний герой серіалу. Він досвідчений фахівець із грибів, займався благодійністю в інших країнах, мріє про використання блакитного янгола на благо людства, абсолютно не довіряє фармацевтичним компаніям і винахідливо виплутується з конфліктів зі спецслужбами.
- Френсіс Епплвайт — шкільна подруга Маршалла, працює у фармацевтичній компанії Reutical помічницею Ріка, але приховує це від Маршалла. Переконалась у лікувальній спроможності блакитного янгола, коли він вилікував її мати від деменції.
- Агенти Копано і Гаррінгтон — безтурботні найкращі друзі, які працюють в Управлінні боротьби з наркотиками. Келлі описує Гаррінгтон як «дурнувату, але дуже прагматичну в роботі», натомість як Андерсон описує Копано як людину, яка «знається на теоріях змови» і любить «з'єднувати точки, які, ймовірно, не пов'язані»[2].
- Рік Крюгер (озвучений Майком Джаджем) — некомпетентний головний виконавчий директор Reutical, за якого його помічниця Френсіс постійно виконує такі повсякденні завдання, як бронювання номерів або перемикання телеканалів. Йому подобаються відеоігри-симулятори сільського господарства, в які він грає навіть на роботі та на офіційних заходах.

### Другорядні
- Нік — млявий забудькуватий хлопець Френсіс, який любить ігри у віртуальній реальності.
- Джонас Бакштейн — впливовий швейцарський фінансист і член правління Reutical із міцними зв'язками з федеральним урядом, який зосереджений на знищенні Маршалла та грибів.
- Сесілі — заступниця директора з національної безпеки, яка має вплив на Управління боротьби з наркотиками і таємно змовляється з Джонасом і Reutical.
- Гілді — дещо моторошна мікологиня, колишня наставниця Маршалла, яка прагне заволодіти блакитним янголом для власних цілей.
- Соня Епплвайт — мати Френсіс, яка страждала на деменцію, але вилікувалась за допомогою блакитного янгола.
- Амелія — безпосередня мікологиня, найнята Управлінням боротьби з наркотиками для збору інформації про блакитного янгола. Мати-одиначка, яка піклується про свого хворого сина Ваятта.
- Кікі — дослідниця у Reutical. Молода та обізнана з медичною та фармацевтичною системою, вона діє як адвокат диявола, допомагаючи Френсіс долати докори сумління.
- Зейн — зведений брат Маршалла, ветеринара, який спеціалізується на морських тваринах. Він із задоволенням приймає психоделічні препарати і нелегально імпортує рідкісних тропічних тварин.
- Кенджі — бос Копано і Гаррінгтона в Управлінні боротьби з наркотиками[3].

## Епізоди
| № серії | Назва серії         | Режисер(и)   | Сценарист(и)            | Оригінальна дата показу | Глядачів US (млн) |
| --- | ------------------- | ------------ | ----------------------- | ----------------------- | ----------------- |
| 1 | «Пілот»             | Каміль Бозец | Джо Беннетт і Стів Гелі | 2 лютого 2025           | 0.18              |
| Після емоційної сутички з генеральним директором Reutical Pharmaceutical Ріком Крюгером на корпоративному заході Маршалл Кусо зустрічає свою шкільну подругу Френсіс Епплвайт. Не знаючи, що вона працює помічницею Ріка, Маршалл розповідає їй про новий гриб, який він відкрив, і який діє як панацея від усіх хвороб. Він демонструє це, убивши та воскресивши голуба. Агент Управління боротьби з наркотиками стежить за Маршаллом, і агенти Копано та Гаррінгтон отримують завдання розслідувати його. У кафе Маршалл розповідає Френсіс, як він знайшов гриб "блакитний янгол", який росте лише в далекій долині в Перуанських Андах. Він також зазначає, що Reutical має завод вище за течією, який забруднює місцевість. Поки Френсіс відволікається на телефонний дзвінок, Маршаллу вбачається, що за ним стежать, і він тікає. Після розмови з Ріком про нові ліки Френсіс вирішує передати блакитний янгол Ріку заради своєї кар'єри. Маршалл повертається додому та бачить поліцейські мигалки. Управління боротьби з наркотиками проводить рейд на його будинок, але Маршалл уже втік разом зі своїм черепахою Сократом. Утікаючи, Маршалл дзвонить Френсіс з темного провулка. |                     |              |                         |                         |                   |
| 2 | «Lakeshore Limited» | Шон Баклью   | Стів Гелі               | 2 лютого 2025           | 0.18              |
| Коннор, співробітник Reutical з перуанського заводу, зустрічається з Сесілі, федеральною чиновницею, та Джонасом Бакштейном, членом ради Reutical. Коннор розповідає, що бачив, як Маршалл врятував поранену дитину за допомогою гриба, та демонструє його цілющі властивості. Сесілі посилює переслідування Маршалла з боку Управління боротьби з наркотиками, а Джонас знаходить найманців, щоб убити його. Маршалл, все ще втікаючи, намагається зустрітися з Френсіс і бачиться зі своїм зведеним братом Зейном, щоб дістати ліки для черепахи Сократа. Копано та Гаррінгтон замислюються, чому їм наказали стежити за будинком Маршалла. Френсіс продовжує досліджувати блакитний янгол для передачі Reutical та оглядає будинок Маршалла. Маршалл організовує знищення своїх записників у будинку та перевезення домашніх тварин. Однак найняті люди випадково підпалюють будинок, і Френсіс ледве рятується. Найманці влаштовують засідку на Маршалла, врізаючись у його машину, але він зцілюється за допомогою гриба та тікає. Копано та Гаррінгтон привозять Амелію, мікологиню, найняту для аналізу знахідок у будинку Маршалла, але знаходять на місці будинку лише попелище. Джонас вбиває Коннора, щоб знищити всю інформацію про гриб. |                     |              |                         |                         |                   |
| 3 | «Гілді»             | Вінсент Цуй  | Емма Баррі              | 9 лютого 2025           | 0.14              |
| Маршалл тікає від таємних агентів, які встановлюють на нього жучок. Френсіс відвідує свою матір Соню у лікувальному закладі і знаходить блакитний янгол, спеціально залишений там Маршаллом. Вона дає його Соні, сподіваючись вилікувати її деменцію, але не бачить миттєвого ефекту. Маршалл натрапляє на місце автомобільної аварії та дає гриб Джону, важкопораненому водію. Маршалл навідується до своєї колишньої наставниці-мікологині Гілді, розповідаючи їй про відкриття блакитного янгола. Вона скептично ставиться до його слів і припускає, що цілющі властивості гриба виникли через забруднення навколишнього середовища заводом Reutical. Коли Маршалл не хоче показати їй гриб, Гілді стріляє собі в груди, змушуючи його застосувати гриб для її зцілення. Маршалл просить у Гілді допомоги, але тікає, коли вона намагається застрелити його, щоб заволодіти грибами. Амелія знаходить блакитний янгол серед грибів, привезених із будинку Маршалла. Джон, потерпілий у ДТП, одужує та бачить галюцинації з білими антропоморфними фігурками. Соня також бачить такі фігурки і вітає їх, знову набуваючи здатності говорити. |                     |              |                         |                         |                   |
| 4 | «Звалище»           | Каміль Бозец | Жан Куонг Фразір        | 16 лютого 2025          | Буде визначено    |
| Френсіс і Нік, її безтурботний хлопець, займаються сексом під час робочої поїздки. Френсіс необдумано погоджується одружитись з Ніком, а її подальші сумніви призводять до сварки. Потім їй дзвонять з лікувального закладу, де перебуває її мати Соня, і повідомляють, що у матері пройшла деменція. Френсіс залишає Ріка та Ніка, і летить до матері. Виявляється, що гриб дійсно її зцілив. Після цього Френсіс вирішує знайти Маршалла і допомогти йому. Тим часом Маршалл вирішує придбати земельну ділянку поблизу місця хімічного забруднення, щоб вирощувати там свої лікувальні гриби, вважаючи, що забруднений ґрунт може посилити їхні властивості. Сусіди поруч зі звалищем вважають його підозрілим. Він пробує проростити один із трьох своїх грибів, але зазнає невдачі. Зрештою, Френсіс і Маршалл знову зустрічаються, і вона дякує йому. Вона вирішує допомогти Маршаллу, але їх переривають агенти, які намагаються його вбити. Один із агентів переслідує Маршалла на мотоциклі, але його підриває міна, встановлена в лісі сусідами Маршалла для полювання на кабанів. |                     |              |                         |                         |                   |
| 5 | «Star-Tel-Lite»     | Шон Баклью   | Дейв Кінг               | 23 лютого 2025          | 0.19              |
| Сусіди Маршалла і Френсіс допомагають їм після того, як Маршалл зцілює їхнього вмираючого сина Томмі, використавши свій передостанній гриб. Френсіс таємно записує це на відео та надсилає його Ріку, який показує запис Йонасу під час вечері. Йонас стверджує, що відео — фальшивка, і що Рік не повинен бути генеральним директором. Тим часом Копано і Гаррінгтон знаходять місце перебування Маршалла і встановлюють шпигунські камери, видаючи себе за працівників компанії супутникового телебачення Star-Tel-Lite. Коли Маршалл і Френсіс вирушають до магазину, Френсіс стикається з Гілді та її бандою й швидко тікає. Пізніше Маршалл і Френсіс ідуть у ліс із Сократом, який веде їх до місця, де можна виростити останній гриб. Непомітно для Маршалла і Френсіс черепаха удобрює гриб своїми фекаліями. Наступного дня Маршалл і Френсіс бачать, що гриби виросли, і приймають один, хоча вони здорові, щоб потрапити в таємничий світ білих чоловічків. Маршалл бачить дивне марення, у якому люди перетворюються на бактерії під впливом білих чоловічків. Прокинувшись, він бачить поліцію перед дверима. Йому повідомляють, що він заарештований за підпал, якого не скоював. Перед тим, як його забирають у в’язницю, Френсіс цілує його. |                     |              |                         |                         |                   |
| 6 | «У системі»         | Вінсент Цуй  | Джон Фур                | 2 березня 2025          | Буде визначено    |
| Маршалл опиняється у в'язниці без права на заставу. Його адвокат припускає, що за цим стоїть хтось впливовий. Найманий убивця грабує магазин і викликає 911, щоб його посадили у в’язницю разом із Маршаллом. Копано і Гаррінгтон знаходять Сократа та передають його Френсіс. Френсіс забирає Сократа та зібрані гриби до Reutical після того, як її мати переконує її це зробити. Френсіс відвідує Маршалла у в'язниці, і той каже їй зустрітися з ним у Національному парку Джошуа-Трі, якщо він зможе втекти. Після розмови з Кікі, яка розповідає, як Reutical врятувала життя багатьох людей, створивши популярний препарат від хвороб серця, Френсіс нарешті приносить гриби Ріку, вимагаючи підвищення до керівниці відділу маркетингу, грошей та інших привілеїв. Рік погоджується. Копано і Гаррінгтон розлучають, даючи їм нових напарників, як покарання за те, що вони не змогли повернути гриби. Гілді також відвідує Маршалла у в’язниці й натякає, що Френсіс його зрадила. Після роздумів над словами Френсіс Маршалл телефонує в Reutical і просить з’єднати його з Френсіс. Френсіс, уже у своєму новому офісі, бере слухавку та чує шум із в’язниці, правильно здогадуючись, що це Маршалл. Після того, як Маршалл мовчки кладе слухавку, на нього нападає найманий убивця, притискає його до підлоги та готується ввести отруту. |                     |              |                         |                         |                   |
| 7 | «Риба фугу»         | Каміль Бозец | Кері Дорнетто           | 9 березня 2025          | Буде визначено    |
| Група інших ув'язнених вбиває найманого вбивцю, перш ніж той встигає ввести отруту Маршаллу, але вимагає, щоб він використав свої знання з траволікування і працював на них як лікар в обмін на порятунок. Соня залазить на дерево, під нею ламається гілка, вона падає й помирає. Френсіс спустошена, але її підтримують Кікі та Крюгер, а Reutical створює фонд для дослідження гриба імені її матері. Маршалл виявляє, що Амелія працює волонтеркою у його в’язниці. Вона почала це робити після того, як використала гриб, який знайшла під час розслідування Управління боротьби з наркотиками, щоб вилікувати свого хворого сина, і дізналася, що Маршалл знаходиться у в’язниці. Вона пропонує допомогти йому втекти, і Маршалл просить її дістати для нього тетродотоксин. Вона синтезує речовину і передає її йому, але випадково збільшує дозу. Поза службою Гаррінгтон відвідує Копано, який припускає, що в цій справі замішана змова. У своїй камері Маршалл випиває отруту і задихається. |                     |              |                         |                         |                   |
| 8 | «Амелія та Ваятт»   | Шон Баклью   | Ден Шоффілд             | 16 березня 2025         | Буде визначено    |
| Наступної ночі Маршалл прокидається в морзі, а Амелія розстібає мішок із його тілом, рятуючи його від задухи. Амелія непомітно виводить Маршалла, і разом із її сином Ваяттом вони прямують до квартири Френсіс, щоб забрати Сократа. На іподромі Копано та Гаррінгтон стежать за зустріччю між Йонасом і Сесілі, причому Гаррінгтон тепер теж бажає допомагати Копано в розслідуванні справи. Френсіс розриває стосунки з Ніком. Йонас змушує Ріка закрити проєкт Reutical щодо комерціалізації гриба, передбачаючи економічний колапс, контроль картелів і жорстоку війну, якщо гриб стане загальнодоступним. Маршалл звинувачує Френсіс у тому, що вона передала гриб компанії, і забирає Сократа та залишки своєї сировини. Френсіс знаходить малюнок, залишений Ваяттом на стіні її квартири, на якому зображено, як гриб росте у фекаліях Сократа. Копано і Гаррінгтон з'ясовують, що Амелія забрала тіло Маршалла з моргу. Маршалл знову звертається до Зейна за допомогою для Сократа, а Ваятт і Маршалл незалежно один від одного спостерігають галюцинації, які, схоже, залишилися після вживання гриба. Йонас дізнається, що має серйозні проблеми зі здоров’ям. Френсіс звільняють із Reutical; Рік, який залишив один гриб собі після звільнення, пропонує їй працювати разом. Маршалл, Амелія та Ваятт повертаються до трейлера Маршалла поблизу хімічного звалища і бачать, що його сусіди та банда Гілді об’єдналися, щоб досліджувати методи вирощування гриба. |                     |              |                         |                         |                   |
| 9 | «Край прірви»       | Вінсент Цуй  | Софі Крігель            | 23 березня 2025         | Буде визначено    |
| Гілді переконує Маршалла вирощувати гриби, і на грибній фермі вони починають виробляти їх тисячами, безплатно роздаючи їх хворим. Тим часом Френсіс і Рік у секретній лабораторії намагаються створити синтетичний аналог гриба, але зазнають невдачі — у випробуваних з’являються симптоми шизофренії та інші розлади. Копано і Гаррінгтон допитують Зейна й після цього дізнаються, що Маршалл живий і працює на фермі, але Копано, впевнений у змові, вирішує розкрити справу самотужки й покидає Гаррінгтон. Гаррінгтон доповідає Сесілі, яка призначає її агенткою ФБР для рейду на ферму. У лікарні Йонас дізнається, що йому залишилося жити кілька тижнів, і намагається знайти гриб, але без успіху. Тим часом на фермі Маршалл починає підозрювати, що гриб небезпечний, адже бачить галюцинації з білими фігурами в реальному житті. Також на ферму приходить Джон, який після аварії почав бачити тих самих істот і стверджує, що його життя перетворилося на кошмар. Гілді та її люди без дозволу Маршалла готують настоянку з блакитного янгола, яку продають за великі гроші, і деякі люди використовують її як наркотик. Маршалл попереджає Гілді про небезпеку гриба, і вони вирушають на прогулянку. На краю урвища Гілді штовхає Маршалла, і він розбивається об скелі. |                     |              |                         |                         |                   |
| 10 | «Рейд»              | Каміль Бозец | Стів Гелі               | 30 березня 2025         | Буде визначено    |
| Копано разом із Амелією прибуває на ферму й дізнається, що Маршалл зник і, можливо, у небезпеці. Він знаходить його тіло в лісі та воскрешає за допомогою гриба. Маршалл бачить галюцинації кам’яних статуй у тому, що він називає «порталом», і розуміє, що він і Френсіс можуть телепатично спілкуватися. Френсіс раптово залишає зустріч із Ріком і ще одним керівником фірми, розриває партнерство з Ріком і їде до національного парку Джошуа-Трі, щоб знайти Маршалла. Коли ФБР починає рейд, Йонас жадібно з’їдає кілька грибів одразу, після чого впадає у страшний коматозний стан. Копано наказує Маршаллу тікати й захистити Сократа. Рейд закінчується загибеллю Расті (сусіда й працівника грибної ферми), пораненням Копано та знищенням грибів. Пізніше Рік випускає харчову добавку «Sparkl» із побічного продукту дослідження грибів. Гаррінгтон передає Копано гриб у лікарні, Гілді виливає настоянку в міський водонапірний бак, а Зейн отримує партію черепах із Перу. Маршалл і Френсіс возз’єднуються в Джошуа-Трі, щоб продовжити свої дослідження. Таємничий світ і білі чоловічки залишаються загадкою. |                     |              |                         |                         |                   |

## Виробництво
Співавтори мультсеріалу Джозеф Беннетт і Стів Гелі почали роботу над серіалом в 2019 році під керівництвом продюсерської студії Bandera Entertainment, заснованої Майком Джаджем і Грегом Деніелсом. Беннетт і Гелі прагнули поєднати жанр кримінального трилера з комедією, надихаючись фільмами братів Коенів, такими як «Спалити після прочитання». Натхненням для створення історії став інтерес співавторів до медицини та роботи міколога Пола Стемеца, етноботаніків Річарда Шултса, Теренса Маккенни і Вейда Девіса та хіміка Альберта Гофманна. Персонаж Маршалл був частково натхненний Стеметсом і «Викрадачем орхідей» Джоном Ларошем, зображеним у фільмі «Адаптація». Іншим джерелом натхнення стала історія Роберта Гордона Воссона, який опублікував статтю про псилоцибінові гриби та Марію Сабіну в журналі Life і про драматичні наслідки для Марії Сабіни після публікації статті.
Анімація для серіалу була створена компанією Green Street Pictures із залученням міжнародної команди художників, серед яких деякі працювали віддалено з Франції, Португалії, Іспанії та Мексики. Багато з цих художників працювали над Царством падальників, серіалом 2023 року, також створеним Green Street Pictures і Беннетом. Анімація створена спільно з аргентинською студією Le Cube.

## Випуск
Серіал вперше анонсували в червні 2023 року на Міжнародному фестивалі анімаційних фільмів в Ансі. Прем'єра пілотного епізоду відбулася приватно на Міжнародному фестивалі анімаційних фільмів в Ансі в червні 2024 року, а публічно — за місяць, у липні 2024 року, на панелі Adult Swim на Сан-Дієго Comic-Con. Серіал показали на Adult Swim 2 лютого 2025 року. 28 березня 2025 року було оголошено про продовження серіалу на другий сезон.

## Відгуки
Вебсайт агрегатора оглядів Rotten Tomatoes повідомив про 100 % рейтинг схвалення із середнім рейтингом 8,6/10 на основі 20 відгуків критиків. Критики відзначали виразну анімацію, захопливу концепцію та незвичайне почуття гумору. Metacritic, який використовує середньозважену оцінку, присвоїв оцінку 80 зі 100 на основі 6 критиків, вказуючи на «загалом схвальні» рецензії.